# Schumacher Homes
Schumacher Homes, con sede en Canton, Ohio, es el mayor constructor privado de viviendas personalizadas de Estados Unidos.

## Historia
Schumacher Homes, que fue fundada en 1992 por Paul Schumacher, está especializada en el diseño y la construcción de casas personalizables adaptadas a las preferencias de cada cliente. A lo largo de los años, se ha expandido a 30 ubicaciones en 12 estados, construyendo viviendas para más de 20.000 familias y convirtiéndose en el mayor constructor de viviendas personalizadas de Estados Unidos.

## Servicios
Construcción de viviendas personalizadas, construcción en su propio terreno, construcción de viviendas, planos de casas, diseño accesible para minusválidos, viviendas multigeneracionales, construcción de viviendas nuevas y planos de planta.

### Servicios Financieros
Schumacher Homes ofrece opciones de financiación a través de su filial, Schumacher Mortgage LLC, que se especializa en préstamos para la construcción.

## Ubicaciones
Schumacher Homes tiene 30 ubicaciones y opera en 12 estados de los Estados Unidos:
- Indiana
- Kentucky
- Louisiana
- Michigan
- Mississippi
- Carolina del Norte
- Ohio
- Pennsylvania
- Carolina del Sur
- Tennessee
- Texas
- Virginia Occidental

Cada establecimiento de Schumacher Homes incluye un estudio de diseño integral y viviendas piloto en las que se muestran las últimas tendencias arquitectónicas y de productos.

## Premios y reconocimientos
Schumacher Homes ha recibido varios premios de la industria por su trabajo en la construcción y diseño de viviendas. Algunos de estos incluyen:
- National Housing Quality Award — otorgado por Professional Builder
- National Gold Winning Home of the Year — otorgado por la National Association of Home Builders
- National Gold Winning Multi-Generational Home of the Year — obtenido en el International Builders’ Show a la Mejor Vivienda Multigeneracional
- National Gold Winning Best Digital Sales Tool/Use of Technology — otorgado por la National Association of Homebuilders
- National Gold Winning Website of The Year — otorgado por la National Association of Home Builders
- National Gold Winning Email Marketing Campaign of the Year — otorgado por la National Association of Home Builders
- #1 Design Studio in America Award — otorgado por la National Association of Home Builders
- 2024 Platinum Builder Award Winner — otorgado por 2-10 Homes Buyers Warranty
- Premio Best in American Living a la Mejor Vivienda Personalizada Única de más de 6.500 pies cuadrados — otorgado por la revista Professional Builder.